# Zławieś Wielka
Zławieś Wielka is een dorp in het Poolse woiwodschap Koejavië-Pommeren, in het district Toruński. De plaats maakt deel uit van de gemeente Zławieś Wielka en telt 894 inwoners.